# Mels
Mels é uma comuna da Suíça, no Cantão São Galo, com cerca de 8.019 habitantes. Estende-se por uma área de 139,16 km², de densidade populacional de 56 hab/km². Confina com as seguintes comunas: Bad Ragaz, Elm (GL), Fläsch (GR), Flums, Matt (GL), Pfäfers, Sargans, Vilters-Wangs, Wartau.
A língua oficial nesta comuna é o Alemão.